# DAZN
DAZN (МФА: /dəˈzoʊn/) — британский спортивный стриминговый сервис, принадлежащий холдингу Access Industries Леонида Блаватника.
Сервис DAZN транслирует спортивный контент в прямом эфире и по запросу в более чем 200 странах. Он владеет внутренними правами на трансляцию ведущих профессиональных футбольных лиг на своих основных рынках — итальянской Серии А, испанской Ла Лиги, немецкой Бундеслиги и японской Джей-Лиги, а также глобальными правами на бокс благодаря партнерству с Matchroom, Golden Boy, Энтони Джошуа и Misfits Boxing.
Шей Сегев, бывший генеральный директор компании Entain, занимающейся спортивными ставками и азартными играми, входящей в список FTSE 100, стал генеральным директором DAZN в январе 2021 года, в течение предыдущих шести месяцев он был согенеральным директором вместе с основателем DAZN Джеймсом Раштоном.

## История
В июле 2016 года компанией было объявлено о приобретении прав на показ матчей трёх высших дивизионов чемпионата Японии по футболу, начиная с 2017 года. Контракт обошёлся в 2 миллиарда долларов и рассчитан на 10 лет.
DAZN был впервые запущен в Австрии, Германии и Швейцарии 10 августа 2016 года. 23 августа того же года запущен в Японии.
В феврале 2018 года компания приобрела права на показ чемпионата Японии по баскетболу, чемпионата Японии по бейсболу, чемпионата Испании по футболу и Английской Премьер-лиги по футболу.
С 29 ноября 2022 еженедельные шоу и PPV-шоу американского рестлинг-промоушна Impact Wrestling доступны на DAZN.

### Запуск в Канаде
В июле 2017 года компания получила права на показ Национальной футбольной лиги в Канаде.
В мае 2018 года приобрела права на Лигу чемпионов УЕФА и Лигу Европы УЕФА, начиная с сезона 2018/19.
В апреле 2019 года приобрела права на показ Английской Премьер-лиги.

### Запуск в США
В США сервис был запущен в мае 2018 года. В том же месяце было объявлено о подписании соглашения с британской компанией «Matchroom Sport», специализирующейся на поединках по профессиональному боксу.
В июне 2018 года заключила 5-летнее соглашение о правах на трансляцию с компанией Bellator, организующей поединки по смешанным единоборствам.
В октябре 2018 года DAZN подписал 5-летний контракт с мексиканским боксёром Саулем Альваресом на 11 боёв. По этому соглашению спортсмен заработает не менее 365 миллионов долларов.
В ноябре 2018 года объявлено о 3-летнем соглашении на трансляцию игр Главной лиги бейсбола.

### Запуск в других странах
В Испании сервис запущен в феврале 2019 года. Компании принадлежат права на показ чемпионата мира по шоссейно-кольцевым мотогонкам, Евролиги по баскетболу, Английской Премьер-лиги и ряда других соревнований.
В Бразилии запущен в мае 2019 года. Компания приобрела права на показ Южноамериканского кубка по футболу и ряда других турниров.
В марте 2020 года DAZN объявил, что планирует расширение своей деятельности до 200 стран по всему миру.

## В боксе
В мае 2020 года DAZN пригласил трёх судей своей редакции просмотреть первый бой Геннадий Головкин — Сауль Альварес, который официально завершился ничейным результатом.
Судьи сервиса, единогласным решением (два по 115—113 и 116—112), присудили победу Головкину.